# هینر مورا
هینر مورا (انگلیسی: Heiner Mora؛ زادهٔ ۲۰ ژوئن ۱۹۸۴) یک بازیکن فوتبال اهل کاستاریکا است.
وی همچنین در تیم ملی فوتبال کاستاریکا بازی کرده است.